# Anabarhynchus harrisi
Anabarhynchus harrisi är en tvåvingeart som beskrevs av Lyneborg 1992. Anabarhynchus harrisi ingår i släktet Anabarhynchus och familjen stilettflugor. Inga underarter finns listade i Catalogue of Life.